# William Craik
William Craik (* 31. Oktober 1761 bei Port Tobacco Village, Charles County, Province of Maryland; † vor 1814 in Frederick, Maryland) war ein US-amerikanischer Politiker. Zwischen 1796 und 1801 vertrat er den Bundesstaat Maryland im US-Repräsentantenhaus.

## Werdegang
William Craik besuchte zunächst die Delameve School im Frederick County. Nach einem anschließenden Jurastudium und seiner Zulassung als Rechtsanwalt begann er in Port Tobacco Village sowie in Leonardtown in diesem Beruf zu arbeiten. Später zog er nach Baltimore. Zwischen 1793 und 1796 war Craik Vorsitzender Richter im fünften Gerichtsbezirk von Maryland. Politisch schloss er sich der von Alexander Hamilton gegründeten Föderalistischen Partei an.
Nach dem Rücktritt des Abgeordneten Jeremiah Crabb wurde Craik bei der fälligen Nachwahl für den dritten Sitz von Maryland als dessen Nachfolger in das damals noch in Philadelphia tagende US-Repräsentantenhaus gewählt, wo er am 5. Dezember 1796 sein neues Mandat antrat. Nach zwei Wiederwahlen konnte er bis zum 3. März 1801 im Kongress verbleiben. Dabei erlebte er im Jahr 1800 den Umzug in die neuen Bundeshauptstadt Washington, D.C.
Nach dem Ende seiner Zeit im US-Repräsentantenhaus nahm William Craik in den Jahren 1801 und 1802 wieder seine frühere Position als Vorsitzender Richter im fünften Gerichtsbezirk ein. Er verbrachte seinen Lebensabend in Frederick und starb noch vor 1814. Genaue Angaben über sein Sterbedatum sind nicht überliefert.